# Свечинское сельское поселение (Юма)
Свечинское сельское поселение — муниципальное образование в составе Свечинского района Кировской области России, существовавшее в 2010 — 2019 годах.
Административный центр — село Юма.

## История
Свечинское сельское поселение образовано Законом Кировской области от 23 декабря 2010 года № 595-ЗО  путём объединения  Благовещенского, Круглыжского, Октябрьского, Шмелевского и Юмского сельских поселений с центром в селе Юма. Существовавшее до этого Свечинское сельское поселение с центром в деревне Самоулки вошло в состав Свечинского городского поселения.
Закон Кировской области от 20 декабря 2019 № 331-ЗО объединены входящие в состав Свечинского муниципального района Свечинское городское поселение и Свечинское сельское поселение и наделено вновь образованное муниципальное образование статусом муниципального округа с административным центром в поселке городского типа Свеча (далее – Свечинский муниципальный округ).

## Население
| 2010  | 2012  | 2013  | 2014  | 2015  | 2016  | 2017  |
| ----- | ----- | ----- | ----- | ----- | ----- | ----- |
| 1535  | ↗2098 | ↘2011 | ↘1934 | ↘1865 | ↘1810 | ↘1737 |
| 2018  | 2019  | 2020  |       |       |       |       |
| ↘1650 | ↘1602 | ↘1520 |       |       |       |       |

## Состав
В состав поселения входили 49 населённых пунктов:
| - село Юма - село Юма - деревня Ашланы - деревня Баруткины - деревня Бурковы - деревня Галаши - деревня Ерши - деревня Жигагай - деревня Загребины - деревня Ивки - деревня Пашуницы - деревня Росляки - деревня Савиненки - деревня Ступники - село Федосеевское - деревня Филюшонки - посёлок Холмы - деревня Хомяки | - деревня Юденки - станция Юма - село Благовещенское - деревня Большие Ковали - деревня Кузино - деревня Масленки - деревня Сандаки - село Старица - село Успенское - деревня Четвериковщина - село Круглыжи - деревня Мамаевы - деревня Мулы - деревня Первомайская - посёлок Сосновка - деревня Юферята | - село Октябрьское - деревня Журавли - деревня Плотники - деревня Рига - деревня Шмелево - село Ацвеж - деревня Воспиченки - железнодорожная казарма 839 км - деревня Казань - остановка Капиданцы - деревня Козлы-Коничи - деревня Луконенки - деревня Несветаевы - деревня Ондрики - деревня Саменки - деревня Шапки |